# 1986 Голяма награда на Бразилия
1986 Голяма награда на Бразилия е 14-о за Голямата награда на Бразилия и първи кръг от сезон 1986 във Формула 1, провежда се на 23 март 1986 година на пистата Жакарепагуа в Рио де Жанейро, Бразилия.

## Репортаж
Преди началото на Гран При на Бразилия, лоши новини сполетяха отбора на Уилямс, след като шефа на отбора Франк Уилямс пострада в тежка пътна катастрофа във Франция, като ще прекара по-голямата част от годината в болница.
Самият сезон започна с промени при отборите с кои пилоти ще бъдат за 1986. Макларън запазиха Ален Прост, световния шампион за 1985. Кеке Розберг стана съотборник на французина, след като Ники Лауда обяви своето напускане от спорта, окончателно. Уилямс наеха Нелсън Пикет за съотборник на Найджъл Менсъл след седем пълни сезона с екипа на Брабам. Лотус първоначално са поставили Дерек Уорик като съотборник на Аертон Сена, но бразилеца блокира наемането, което даде шанс на Джони Дъмфрийс да премине в отбора. Брабам са с нов пилотски състав от Рикардо Патрезе и Елио де Анджелис. Хаас-Лола започнаха сезона с два болида като Патрик Тамбей се присъединява в тима заедно с австралиеца Алън Джоунс. Лижие са с изцяло френски състав: Жак Лафит и Рене Арну, който участва само в едно състезание за Ферари предната година, преди да бъде мистериозно уволнен. Единствените отбори които не направиха промени в пилотския състав са Ферари (с пилоти Микеле Алборето и Стефан Йохансон) и Закспийд (с Джонатан Палмър, преди отбора на нае холандеца Хуб Ротенгатер от ГП на Сан Марино до последното състезание).
Сена взе пола с време 1:25.501 като сънародника му Нелсън Пикет запълват първата редица. Найджъл Менсъл и Рене Арну са на втора редица, следвани от Лафит, Алборето, Розберг, Йохансон, Прост и Патрезе. Менсъл потегли по-добре като излезе зад Сена. Британецът не завършва дори и една обиколка след контакт с Лотус-а на бразилеца, което прати британеца в огражденията. Това прати Пикет на втора позиция и започна да се доближава до Сена. В третата обиколка Уилямс-а излезе на начело пред Сена, Алборето, Арну, Розберг, Йохансон, Патрезе, Лафит, Джоунс и Тамбей. Ален Прост стартира зле, но си поправи път напред. Скоро Розберг трябваше да се прибере с повреда в двигателя. Докато Прост приближаваше лидерите обиколка след обиколка, Пикет се отдалечава от Сена преди първите спирания. В 16-а обиколка Прост е вече трети след битка с вицешампиона Алборето. По това време Йохансон спря за смяна на гуми. Прост вече се доближаваше до второто място което е прилежание на Аертон Сена. Минарди-тата на Андреа де Чезарис и Алесандро Нанини напуснаха състезанието като де Чезарис е шести преди да отпадне. В 19-а Пикет спря при своите механици, пращайки го обратно на състезанието на трета позиция. Сена отново е лидер на състезанието, преди Прост да го изпревари. Алборето също посети механиците, но се озова в средата на колоната. Сена спря в 21-вата обиколка и се върна зад Лижие-то на Арну. Бенетон имаха труден уикенд след като механиците, облужващи болида на Герхард Бергер, изпитваха затруднения при монтиране на новите гуми, докато Тео Фаби е твърдо последен. Пикет пое водачеството преди Прост да направи своя пит-стоп в 27-ата обиколка. Ферари-то на Стефан Йохансон, излезе от трасето след повреда по спирачките в същата обиколка. Действащият шампион Прост също отпадна с проблем по двигателя ТАГ-Порше на неговия Макларън в 31-вата обиколка. Класирането след 32-рата обиколка е Пикет, Сена, Арну, Лафит, Дъмфрийс, Алборето, Мартин Брандъл, Бутсен, Бергер и Филип Стрейф. Скоро Бергер зае шестата позиция след отпадането и на второто Ферари. Двамата пилоти на Лижие се бореха за трета позиция, преди Лафит да изпревари Арну в 51-вата обиколка. Дъмфрийс който вървеше към първи точки за сезона, имаше проблем с болида и трябваше да спре в бокса което го прати девети. Пикет е безпогрешен и започна сезона с победа пред родните си фенове в Рио де Жанейро. Сена завърши втори следван от Лафит, Арну, Брандъл и Бергер завършвайки топ 6.

## Класиране
| Поз | No | Пилот             | Конструктор            | Оби. | Време/Отпадане  | Място | Точки |
| --- | -- | ----------------- | ---------------------- | ---- | --------------- | ----- | ----- |
| 1   | 6  | Нелсон Пикет      | Уилямс-Хонда           | 61   | 1:39:32.583     | 2     | 9     |
| 2   | 12 | Айртон Сена       | Лотус-Рено             | 61   | + 34.827        | 1     | 6     |
| 3   | 26 | Жак Лафит         | Лижие-Рено             | 61   | + 59.759        | 5     | 4     |
| 4   | 25 | Рене Арну         | Лижие-Рено             | 61   | + 1:28.429      | 4     | 3     |
| 5   | 3  | Мартин Брандъл    | Тирел-Рено             | 60   | + 1 Об.         | 17    | 2     |
| 6   | 20 | Герхард Бергер    | Бенетон-БМВ            | 59   | + 2 Об.         | 16    | 1     |
| 7   | 4  | Филип Стрейф      | Тирел-Рено             | 59   | + 2 Об.         | 18    |       |
| 8   | 8  | Елио де Анджелис  | Брабам-БМВ             | 58   | + 3 Об.         | 14    |       |
| 9   | 11 | Джони Дъмфрийс    | Лотус-Рено             | 58   | + 3 Об.         | 11    |       |
| 10  | 19 | Тео Фаби          | Бенетон-БМВ            | 56   | + 5 Об.         | 12    |       |
| Отп | 18 | Тиери Бутсен      | Ероуз-БМВ              | 37   | Ауспух          | 15    |       |
| Отп | 27 | Микеле Алборето   | Ферари                 | 35   | Горивна система | 6     |       |
| Отп | 1  | Ален Прост        | Макларън-ТАГ-Порше     | 30   | Двигател        | 9     |       |
| Отп | 22 | Кристиан Данер    | Осела-Алфа Ромео       | 29   | Двигател        | 24    |       |
| Отп | 28 | Стефан Йохансон   | Ферари                 | 26   | Спирачки        | 8     |       |
| Отп | 16 | Патрик Тамбе      | Лола-Харт              | 24   | Батерия         | 13    |       |
| Отп | 7  | Рикардо Патрезе   | Брабам-БМВ             | 21   | Теч-вода        | 10    |       |
| Отп | 14 | Джонатан Палмър   | Закспийд               | 20   | Двигател        | 21    |       |
| Отп | 17 | Марк Сюрер        | Ероуз-БМВ              | 19   | Двигател        | 20    |       |
| Отп | 24 | Алесандро Нанини  | Минарди-Мотори Модерни | 18   | Съеденител      | 25    |       |
| Отп | 23 | Андреа де Чезарис | Минарди-Мотори Модерни | 16   | Турбо           | 22    |       |
| Отп | 21 | Пиеркарло Гинзани | Осела-Алфа Ромео       | 16   | Двигател        | 23    |       |
| Отп | 2  | Кеке Розберг      | Макларън-ТАГ-Порше     | 6    | Двигател        | 7     |       |
| Отп | 15 | Алън Джоунс       | Лола-Харт              | 5    | Впръскване      | 19    |       |
| Отп | 5  | Найджъл Менсъл    | Уилямс-Хонда           | 0    | Завъртане       | 3     |       |

## Класирането след състезанието
| Поз | Пилот          | Точки |
| --- | -------------- | ----- |
| 1   | Нелсън Пикет   | 9     |
| 2   | Айртон Сена    | 6     |
| 3   | Жак Лафит      | 4     |
| 4   | Рене Арну      | 3     |
| 5   | Мартин Брандъл | 2     |
| 6   | Герхард Бергер | 1     |

| Поз | Конструктор  | Точки |
| --- | ------------ | ----- |
| 1   | Уилямс-Хонда | 9     |
| 2   | Лижие-Рено   | 7     |
| 3   | Лотус-Рено   | 6     |
| 4   | Тирел-Рено   | 2     |
| 5   | Бенетон-БМВ  | 1     |